# Arnold Joseph Toynbee
|  | No s'ha de confondre amb Arnold Toynbee. |

Arnold Joseph Toynbee (Londres, 14 d'abril de 1889 – 22 d'octubre de 1975) fou un historiador i professor britànic que va intentar sintetitzar la història universal.

## Biografia
Nebot de l'historiador de l'economia Arnold Toynbee, amb qui és sovint confós, Arnold J. Toynbee va néixer a Londres, estudià a la Universitat d'Oxford. El 1912, va començar la seva tasca de professor al mateix centre, i després va passar al King's College (ensenyant grec modern i història de l'Imperi Romà d'Orient) i a la London School of Economics, tots dos a la Universitat de Londres. Durant la Primera Guerra Mundial i també durant la Segona Guerra Mundial, va treballar per als serveis d'intel·ligència del Foreign Office britànic i al final de la guerra assistí com a delegat a la conferència de Pau de París de 1919.

## Obra
La seva obra principal, Un estudi de la història (títol original: A Study of History), en dotze volums apareguts entre 1934 i 1961, és una anàlisi de la història mundial i les civilitzacions en les quals Toynbee aprecia uns cicles d'auge i decadència, encara que sense el determinisme apuntat per Oswald Spengler.
Les seves teories han tingut molt de ressò i influència; alguns crítics, però, creuen que Toynbee dona massa influència a la religió en l'evolució de les civilitzacions.